# Narodni svet SHS
Narodni svet Slovencev, Hrvatov in Srbov (Narodno vijeće SHS) je bilo najvišje politično predstavništvo jugoslovanskih narodov v avstro-ogrski monarhiji, ki je bilo ustanovljeno 6. oktobra 1918 s sedežem v Zagrebu.
Od razglasitve države SHS 29. oktobra 1918 do združitve s Kraljevino Srbijo 1. decembra 1918 v novonastalo Kraljevino SHS je predstavljal svet vlado.